# Valentina Giovagnini
Valentina Giovagnini (* 6. April 1980 in Pozzo della Chiana; † 2. Januar 2009 in Siena) war eine italienische Popsängerin.

## Leben
Giovagnini lernte früh Gesang und Klavier und besuchte ein Musikgymnasium. Später vertiefte sie sich in keltische und mittelalterliche Musik. In Zusammenarbeit mit dem Produzenten Davide Pinelli versuchte sie schließlich, in der italienischen Musikszene Fuß zu fassen. Sie debütierte vor großem Publikum in der Newcomer-Kategorie des Sanremo-Festivals 2002 mit dem Lied Il passo silenzioso della neve, wo sie schließlich den zweiten Platz hinter Anna Tatangelo belegte. Im Anschluss veröffentlichte sie ihr erstes Album Creatura nuda, 2003 folgte die Single Non piango più.
Nach diesen ersten Erfolgen zog sie sich vorerst aus der Öffentlichkeit zurück und arbeitete als Gesangslehrerin. Im November 2008 kündigte sie ihre Rückkehr mit einem neuen Album an, doch Anfang 2009 starb sie im Alter von 28 Jahren bei einem Autounfall. Das angekündigte Album erschien postum unter dem Titel L’amore non ha fine.

## Diskografie

### Alben
- 2002 – Creatura nuda
- 2009 – L’amore non ha fine

### Singles
- 2001 – Dovevo dire di no (il traffico dei sensi)
- 2002 – Il passo silenzioso della neve
- 2002 – Senza origine
- 2002 – Creatura nuda
- 2003 – Non piango più
- 2009 – L’amore non ha fine

## Belege
1. ↑  Guido Racca & Chartitalia: Top 100 FIMI Album. Lulu, 2013, S. 113.
2. ↑  Guido Racca & Chartitalia: Top 100 FIMI Singoli. Lulu, 2013, S. 97.

| Personendaten    | Personendaten         |
| ---------------- | --------------------- |
| NAME             | Giovagnini, Valentina |
| KURZBESCHREIBUNG | italienische Sängerin |
| GEBURTSDATUM     | 6. April 1980         |
| GEBURTSORT       | Pozzo della Chiana    |
| STERBEDATUM      | 2. Januar 2009        |
| STERBEORT        | Siena                 |